# 馬科萊市鎮

馬科萊市鎮在斯洛文尼亚的位置

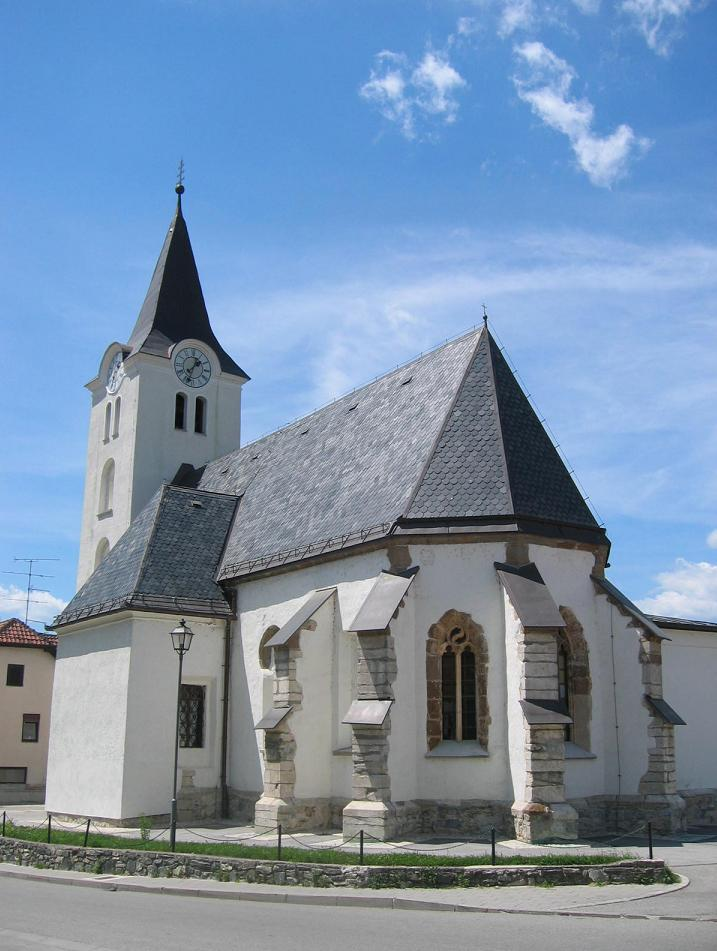

46°19′N 15°40′E / 46.317°N 15.667°E
馬科萊市鎮，是斯洛文尼亞東北部的一個市镇，行政中心為馬科萊。處於下施蒂利亞地區，面積37平方公里，海拔高度281米，2017年人口2,025，人口密度每平方公里55人。